# Lactitol
El lactitol es un polialcohol empleado como edulcorante artificial en los casos en los que sea posible emplear un sabor dulce en la industria alimentaria. Se trata de uno de los edulcorantes de bajas calorías que se suelen ofrecer en refrescos comerciales. suele tener un 40% de la dulzura de la sacarosa. El lactitol se produce industrialmente por dos productores en la actualidad: Danisco y Purac Biochem.

## Usos
El lactitol se emplea en la industria alimentaria para saborizar alimentos de bajo contenido en grasas. Los productos manufacturados con lactitol tienen una excelente palatabilidad y no se les asocia con regustos desagradables. Su elevada estabilidad hace que sea empleado en repostería. Es empleado igualmente en aquellos alimentos tratados mediante edulcorantes, tales como caramelos, helados, galletas, chocolate, etc.

## Química
El lactitol es un polialcohol, producido mediante hidrogenación de lactosa o de lactulosa.  El lactitol comercialmente disponible tiene un peso molecular de 344 g/mol y cristaliza como un monohidrato incoloro e inodoro, con una dulzura suave y agradable. Ya que el lactitol no posee un grupo carbonilo, este no puede someterse a reacciones de Maillard. En usos generales, el lactitol es más estable que la lactosa. Así como la lactulosa, el lactitol promueve la cantidad de bifidobacterias y bacterias ácido-lácticas en el colon del ser humano. Por lo tanto, el lactitol puede ser considerado un prebiótico.

## Seguridad y salud
Lactitol, eritritol, sorbitol, xilitol, manitol, y maltitol son todos alcoholes de azúcar. La Administración de Alimentos y Medicamentos de Estados Unidos (FDA) clasifica los alcoholes de azúcar como "generalmente reconocidos como seguros" (GRAS). Están aprobados como aditivos alimentarios y como que no contribuyen a la caries dental ni causar aumentos en la glucosa en sangre. El lactitol también está aprobado para su uso en los alimentos en la mayoría de países de todo el mundo.
Como la mayoría de otros alcoholes de azúcar (con la excepción de eritritol), lactitol ocasiona calambres, flatulencia, diarrea en todos los individuos que la consumen. Esto es porque los seres humanos carecen de una enzima necesaria en el tracto gastrointestinal (GI) superior, y una mayoría de lactitol ingerido llega al intestino grueso, que entonces fermenta. Las personas con problemas de salud deben consultar a su médico de cabecera o dietista antes de su consumo.